# Bal-Sagoth
Bal-Sagoth é uma banda de black metal sinfônico originária de Yorkshire, Inglaterra. A banda teve seu primeiro demo lançado em 1993, e seu nome se origina de uma história curta de Robert E. Howard intitulada "The Gods of Bal-Sagoth".
Seu estilo segue uma linha épica, baseada principalmente em melodias de teclado. Suas letras narram contos de batalhas situadas em uma época em que a Pangéia ainda existia. O vocalista Byron Roberts acaba sendo mais um narrador do que um cantor, considerando que muitas passagens das letras são faladas; ele também se utiliza de elementos teatrais para interpretar diversos personagens.
Em 2021, o álbum Starfire Burning Upon the Ice-Veiled Throne of Ultima Thule foi eleito pela Metal Hammer como o 16º melhor álbum de metal sinfônico de todos os tempos.

## Membros

### Formação atual
- Byron Roberts – vocal (1989–atualmente)
- Chris Maudling – baixo, guitarra (1989–atualmente)
- Jonny Maudling – bateria, teclado (1989–atualmente)
- Mark Greenwell – baixo
- Paul "Wak" Jackson – bateria (2006–atualmente)

### Ex-membros
- Dan "Storm" Mullins – bateria (2004–2006)
- Dave Mackintosh – bateria (1998–2004)

### Artistas convidados

#### Apresentações ao vivo
- Gian "Pyres" Piras – guitarra (1995–1996)
- Jason Porter – baixo (1989–1996)
- Vincent Crabtree – teclado
- Leon Forrest – teclado
- Alistair Mac Latchy – baixo

## Discografia

### Álbuns de estúdio
- A Black Moon Broods Over Lemuria (1995)
- Starfire Burning Upon the Ice-Veiled Throne of Ultima Thule (1996)
- Battle Magic (1998)
- The Power Cosmic (1999)
- Atlantis Ascendant (2001)
- The Chthonic Chronicles (2006)